# Tomas Nordin
Tomas Nordin, född 9 oktober 1969 i Härnösand, är en svensk curlingspelare. Han spelar trea och är vicekapten i Peja Lindholms lag som blev världsmästare 1997, 2001 och 2004 och som vunnit flera andra VM- och EM-medaljer.
Nordin deltog i Olympiska vinterspelen 1998 i Nagano och 2002 i Salt Lake City samt 2006 i Turin.